# Батунный Лог
Батунный Лог — упразднённый поселок в Заринском районе Алтайского края. На момент упразднения входил в состав Верх-Камышенского сельсовета. Исключен из учётных данных в 1982 году.

## География
Располагался на левом берегу реки Казуиха (приток Камышинки, бассейн Чумыша), приблизительно в 3 км (по-прямой) к северу от села Верх-Камышенка.

## История
Основан в 1921 г. В 1928 г. выселок Ботунный Лог состоял из 6 хозяйств. В административном отношении входил в состав Омутнинского сельсовета Чумышского района Барнаульского округа Сибирского края.
Решением Алтайского краевого исполнительного комитета от 30.12.1982 года № 471 поселок исключен из учётных данных.

## Население
В 1926 г. на выселке проживало 39 человек (10 мужчин и 29 женщин), основное население — русские.